# Cezary Harasimowicz
Cezary Harasimowicz (ur. 20 sierpnia 1955 w Łodzi) – polski scenarzysta, aktor, dramaturg i pisarz.

## Życiorys
W 1980 ukończył studium aktorskie przy Teatrze Polskim we Wrocławiu. Jest absolwentem Studium scenariuszowego przy PWSFTviT w Łodzi. Film 300 mil do nieba – został uhonorowany w 1989 roku Nagrodą Europejskiej Akademii Filmowej. W 1994 jego scenariusz do filmu Bandyta zdobył pierwszą nagrodę w konkursie Hartley-Merrill w Stanach Zjednoczonych. Dzięki tej nagrodzie Harasimowicz brał udział w warsztatach Roberta Redforda w Sundance Institute, gdzie jego skrypt uznano za najlepszy i podkreślano wybitne walory humanistyczne tekstu.
Według scenariuszy Harasimowicza powstało wiele filmów fabularnych oraz seriali, m.in. Przeprowadzki, trzeci sezon serialu Ekstradycja, a także spektakle Teatru TV. Od 1989 był kierownikiem literackim w studiu filmowym. Opublikował trzy powieści, w popularnym magazynie miał stałą kolumnę, gdzie ukazywały się jego opowiadania. Prowadził talk-show w telewizji. Wykłada scenariopisarstwo. Jest członkiem Europejskiej Akademii Filmowej.

## Życie prywatne
Rozwiedziony, ma dwie córki. Obecnie związany jest z aktorką Grażyną Wolszczak. Jest wnukiem słynnego jeźdźca, medalisty olimpijskiego, majora Adama Królikiewicza i synem aktorki Krystyny Królikiewicz.

## Filmografia

### Scenariusz
- Koniec (1988)
- 300 mil do nieba (1989)
- Seszele (1990)
- Bandyta (1997)
- Ekstradycja (III część 1999)
- Przeprowadzki (2000–2001)
- Kochankowie z Marony (2005)
- Wróżby kumaka (2005)
- Unkenrufe (2005)
- Ja wam pokażę! (2006)
- Nareszcie (2011)
- Żyć nie umierać (2015)

### Role filmowe
- Sezon na bażanty (1985) – jako Paweł Kaczmarek
- Zmiennicy (1986) – jako kierowca prezesa Kłuska
- Crimen (1988) – starosta Kazimierz Kornicki (odc. 2, 5 i 6)
- Stan strachu (1989) – jako Tomek Okoński
- Seszele (1991) – jako Chulio, szef maszynistów
- Lazarus (1993)
- Daleko od okna (2000)
- Zamiana (2009) – jako Krzysztof Cyran, szef doradców prezydenta

## Publikacje
Autor wielu utworów literackich dla dorosłych i dzieci.
- Żołnierz, Firet, Warszawa 1995 ISBN 83-901306-1-0.
- Pesel 890604... mieszkam w Polsce, SuperNOWA, Warszawa 2005 ISBN 83-7054-171-2.
- Nieoczekiwana zmiana płci, L&L, Warszawa 2006 ISBN 83-922240-2-7.
- Victoria, TopInwest Warszawa 2007 ISBN 978-83-925589-0-3.
- Zamiana, Bliskie, Warszawa 2009 ISBN 978-83-925602-8-9.
- Święty chaos, Wydawnictwo Dolnośląskie, 2014 ISBN 978-83-245-8161-0.
- Miejsce odosobnienia, Wydawnictwo W.A.B., Warszawa 2016 ISBN 978-83-280-2169-3.
- Saga, czyli filiżanka, której nie ma, Wydawnictwo W.A.B., Warszawa 2017 ISBN 978-83-280-4813-3.
- Uśmiech, Wydawnictwo Zielona Sowa, Warszawa 2017 ISBN 978-83-8073-318-3.
- Znaleźć, naprawić, wykończyć, Wydawnictwo W.A.B., Warszawa 2017 ISBN 978-83-280-3700-7.
- Była sobie miłość, Wydawnictwo W.A.B., Warszawa 2019 ISBN 978-83-280-6617-5.
- Gitara, Wydawnictwo Zielona Sowa, Warszawa 2019 ISBN 978-83-8154-460-3.
- Tajemnica Iny, OsnoVa, Warszawa 2020 ISBN 978-83-66275-14-0.
- Tygrys, Agora dla Dzieci. Warszawa 2022 ISBN 978-83-268-3969-6.
- Adam, Lira, Warszawa 2022 ISBN 978-83-67388-25-2.
- Testament, czyli opowieść o Tadeuszu Kościuszce słowami jego ordynansa, syna afrykańskiego księcia Agrippy Hulla, Agora, Warszawa 2022 ISBN 978-83-268-3985-6.
- Awantury i przygody Reginy Salomei Pilsztynowej, Lira, Warszawa 2023 ISBN 978-83-67654-72-2.
- Bieta, Lira, Warszawa 2024 ISBN 978-83-67915-53-3.
- Chłopiec z lasu, Agora dla Dzieci. Warszawa 2024 ISBN 978-83-8380-011-0.

Jest także autorem opowiadań w antologiach: Bajkoterapia, czyli dla małych i dużych o tym, jak bajki mogą pomagać (2009), Bajkoterapia, czyli bajki pomagajki dla małych i dużych (2015), Wszystkie kolory świata (2021).

## Nagrody
- 1994: Nagroda Hartley-Merrill International Screenwriting Award za scenariusz do filmu Bandyta,
- 1997: Nagroda za scenariusz do filmu Bandyta na 22. Festiwalu Polskich Filmów Fabularnych w Gdyni,
- 1999: I nagroda w konkursie Teatru Telewizji na utwór dramatyczny (spektakl 10 pięter)[1],
- 2001: Nominacja Polskie Nagrody Filmowe – Orzeł (nominacja) w kategorii: najlepszy scenariusz; za rok 2000 dla filmu Daleko od okna,
- 2019: Nagroda Literacka m.st. Warszawy w kategorii „literatura dziecięca” za Mirabelkę (Zielona Sowa)[3],
- 2025: Literacka Nagroda Wielkopolskich Czytelników w kategorii "literatura dla dzieci i młodzieży" za książkę Chłopiec z lasu[4].